# 瓦尼亚·乌多维契奇
瓦尼亚·乌多维契奇（羅馬化：Vanja Udovičić，1982年9月12日—），塞尔维亚男子水球运动员。他曾代表塞尔维亚和黑山、塞尔维亚参加2004年、2008年和2012年夏季奥林匹克运动会水球比赛，获得一枚银牌和二枚铜牌。